# Vlag van Durango
De vlag van Durango toont het wapen van Durango centraal op een witte achtergrond, waarbij de hoogte-breedteverhouding van de vlag net als die van de Mexicaanse vlag 4:7 is. De vlag is op 9 maart 2014 officieel aangenomen onder Jorge Herrera Caldera, wat werd bepaald in de Wet van het Wapen, de Vlag en het Volkslied.